# پاهارا دونز (کالیفرنیا)
پاهارا دونز (به انگلیسی: Pajaro Dunes) یک منطقهٔ مسکونی در ایالات متحده آمریکا است که در شهرستان سانتا کروز، کالیفرنیا واقع شده‌است. پاهارا دونز ۶٫۷۰۳ کیلومتر مربع مساحت و ۱۴۴ نفر جمعیت دارد و ۳٫۹۶ متر بالاتر از سطح دریا واقع شده‌است.